# Angeliki Panagiotatou
Angeliki Panagiotatou (în greacă Αγγελική Παναγιωτάτου; n. 1875, Grecia – d. 1954) a fost o femeie medic și microbiolog grec. A fost prima femeie medic din Grecia modernă care a absolvit o universitate din Grecia. Predecesoarea sa, Maria Kalapothakes, a studiat în străinătate.

## Viață
Născută în Grecia, Panagiotatou și sora ei Alexandra au fost primele două femei care au fost admise la facultatea de medicină de la Universitatea din Atena în 1893, după ce au dovedit că nu există nici o lege formală care să interzică femeilor să urmeze studii universitare în Grecia. În 1897, Panagiotatou a devenit prima femeie care a absolvit Facultatea de Medicină din Atena.
După ce și-a finalizat studiile în Germania, s-a întors la Universitatea din Atena ca lector. Astfel, a devenit prima femeie lector în Laboratorul de Igienă al Facultății de Medicină din Atena.
Studenții au protestat și au refuzat să participe la cursurile ei pentru că era femeie, așa că a fost forțată să demisioneze. S-a mutat în Egipt, unde a devenit profesor de microbiologie la Universitatea din Cairo, specializată în boli tropicale, și director al spitalului general din Alexandria. În 1938, s-a întors în Grecia și a fost numită profesor la Facultatea de Medicină a Universității din Atena. A devenit primul Profesor Adjunct de Igienă și Medicină Tropicală din Grecia. În 1947, a fost numită profesor onorific la Facultatea de Medicină din Atena, iar în 1950 a devenit prima femeie membru al Academiei din Atena.